# Odo II. (Burgund)

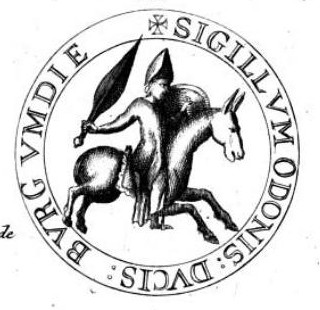
Siegel des Odo II. von Burgund

Odo II. (frz. Eudes II, * wohl 1118; † 27. September 1162) war von 1143 bis 1162 Herzog von Burgund.
Er war der Sohn des Herzogs Hugo II. († 1143) und der Mathilde von Mayenne.
Bei der Thronbesteigung des Königs Ludwig VII. 1137 verweigerte er diesem den Lehnseid, wurde aber von Papst Hadrian IV. dazu verpflichtet. 1147 nahm er zugunsten seines Cousins Alfons I. von Portugal an der Belagerung von Lissabon teil. Er war dennoch ein räuberischer Herrscher und musste wegen seiner Vergehen eine Pilgerreise ins Heilige Land antreten, auf der er starb. Er wurde im Kloster Cîteaux begraben.

## Ehe und Nachkommen
1145 heiratete er Marie von Champagne, Tochter von Theobald II., Graf von Champagne, und der Mathilde von Kärnten. Ihre Nachkommen waren:
- Alix (* wohl 1146; † 1192), ⚭ (1) 1164 Archambault de Bourbon († 1169), Sohn von Archambault VII. († 1171/73), Herr von Bourbon; ⚭ (2) Eudes de Deols († um 1208), Herr von Boussac;
- Hugo III. (* wohl 1148; † 1192), 1162 Herzog von Burgund, 1183 Dauphin von Viennois, Graf von Albon und Grenoble; ⚭ (1) 1165, verstoßen 1183, Alix von Lothringen († wohl 1200), Tochter des Herzog Matthäus I. von Lothringen; ⚭ (2) 1183 Beatrix, 1162 Dauphinée von Viennois Gräfin von Albon und Grenoble (* wohl 1161, † 15. Dezember 1228), Erbtochter des Guigues V.;
- Mathilde (Mahaut, † 22. Juli 1202), ⚭ Robert IV. Graf von Auvergne († 1194, Haus Auvergne).